# Ніколаус фон Фалькенгорст
Ніколаус фон Фалькенгорст, до 1911 року — Миколай фон Ястржембський (нім. Nikolaus von Falkenhorst, пол. Mikołaj von Jastrzembski; нар. 17 січня 1885, Бреслау, Сілезія — пом. 18 червня 1968, Гольцмінден, Нижня Саксонія) — німецький воєначальник часів Третього Рейху, генерал-полковник Вермахту (1940). Кавалер Лицарського хреста Залізного хреста (1940).

## Біографія
Народився в давній сілезькій сім'ї спадкових військових Ястржембських. Слов'янське прізвище на початку своєї кар'єри він вважав за краще змінити на німецький варіант Фалькенгорст («яструбине гніздо»). У німецькій армії — з 1907 року, під час Першої світової війни займав ряд полкових або штабних посад. Як член фрайкору, не потрапив під демобілізацію і залишився служити в рейхсвері. З 1925 по 1927 рік служив в оперативному відділі міністерства оборони.
В 1933 році він був призначений військовим аташе в німецькому посольстві в Празі. До 1935 року на тій же посаді побував в посольствах в Бухаресті і в Белграді.
1 жовтня 1935 року Фалькенхорст стає начальником штабу Третьої армії. У 1936 році був призначений командиром щойно сформованої 32-ї піхотної дивізії, розквартированої в Кесліні.
Учасник Польської кампанії У лютому 1940 року Фалькенгорст призначений командувачем німецькими військами в операції «Везерюбунг». Вторгнення в Норвегію було суворо засекречене, верховне командування відмовило Фалькенгорсту в допуску, він не міг бачити ні карт, ні схем. Тому він самостійно підготував своє бачення плану вторгнення прямо в берлінському готелі, де він зупинився. Гітлеру план сподобався, тим більше, що в цілому він збігався з намірами ОКВ.
Операція пройшла успішно. Єдиною серйозною втратою німців став важкий крейсер «Блюхер» потоплений вогнем берегової артилерії в Осло-фіорді.
Після цього він був підключений до розробки плану «Барбаросса». Йому було наказано захопити Мурманськ — головний радянський порт на півночі Радянського Союзу. Операція «Зільберфукс» почалася 29 червня 1941 року. Німецько-фінським військам, незважаючи на всі зусилля, не судилося зламати оборону Червоної Армії.
Надалі, він залишився командувати німецькими військами на завойованій території і зосередився на обороні. На відміну від цивільної адміністрації, війська під його початком знайшли взаєморозуміння з норвезьким народом, Фалькенгорст віддав наказ своїм людям поводитися чемно з місцевим населенням. Існувала історія, в яку схильні вірити обидві протиборчі сторони: після звернення норвезької жінки, у якої німецький солдат вкрав варення, вона на наступний день була запрошена на розстріл обвинуваченого.
Більш того, Фалькенгорст часто конфліктував з рейхскомісаром Норвегії Йозефом Тербофеном, що в результаті і послужило причиною його відставки 18 грудня 1944 року. Після війни Фалькенгорст постав перед Британсько-норвезьким військовим трибуналом за звинуваченням у порушенні принципів війни. Йому ставилося в провину виконання наказу фюрера про розстріл полонених командос союзників. Генерал був визнаний винним і засуджений до смерті. Згодом вирок за клопотанням шведського громадського діяча Свена Андерса Гедіна замінили 20-річним ув'язненням.
23 липня 1953 року він був відпущений на свободу через погане здоров'я. Решту життя прожив на самоті.

## Нагороди
Військова кар'єра
- 22 березня 1903 — фенрих
- 24 квітня 1904 — лейтенант
- 18 квітня 1913 — обер-лейтенант
- 24 грудня 1914 — гауптман
- 1 лютого 1925 — майор
- 1 січня 1930 — оберст-лейтенант
- 1 жовтня 1932 — оберст
- 1 серпня 1935 — генерал-майор
- 1 серпня 1937 — генерал-лейтенант
- 1 жовтня 1939 — генерал від інфантерії
- 19 липня 1940 — генерал-полковник

- Орден Подвійного дракона 4-го класу (Китай) (17 травня 1914)

### Перша світова війна
- Залізний хрест
  - 2-го класу (16 вересня 1914)
  - 1-го класу (27 червня 1915)
- Ганзейський Хрест
  - Гамбург (11 квітня 1918)
  - Бремен (13 вересня 1918)
- Хрест «За військові заслуги» (Мекленбург-Шверін) 2-го класу (4 травня 1918)
- Нагрудний знак «За поранення» в чорному (23 червня 1918)
- Орден Хреста Свободи 2-го класу (Фінляндія) (25 жовтня 1918)

### Міжвоєнний період
- Пам'ятна медаль Хреста Свободи (Фінляндія) (3 липня 1919)
- Орден Святого Йоанна (Бранденбург)
  - почесний лицар (7 лютого 1923)
  - лицар справедливості (25 червня 1935)
- Почесний хрест ветерана війни з мечами (18 грудня 1934)
- Орден Білої троянди (Фінляндія), командорський хрест 1-го класу (3 травня 1935)
- Орден Корони (Югославія) 3-го класу (20 червня 1935)
- Орден Зірки Румунії, командорський хрест (20 червня 1935)
- Медаль «За вислугу років у Вермахті» 4-го, 3-го, 2-го і 1-го класу (25 років)

### Друга світова війна
- Застібка до Залізного хреста 2-го і 1-го класу (19 вересня 1939) — отримав 2 нагороди одночасно.
- Відзначений у Вермахтберіхт (10 квітня 1940)
- Лицарський хрест Залізного хреста (30 квітня 1940)
- Хрест Воєнних заслуг 2-го і 1-го класу з мечами
- Орден Білої троянди (Фінляндія), великий хрест з мечами і зіркою
- Німецький хрест в сріблі (20 січня 1945)